# Božena Hollerová
Božena Hollerová (* 25. června 1934), byla česká a československá politička a bezpartijní poslankyně Sněmovny národů Federálního shromáždění za normalizace.

## Biografie
K roku 1971 se profesně uvádí jako seřizovačka. Pracovala v podniku n.p. Tesla Kolín, bytem Zásmuky.
Ve volbách roku 1971 zasedla do české části Sněmovny národů (volební obvod č. 11 - Kolín, Středočeský kraj). Ve FS setrvala do konce funkčního období, tedy do voleb roku 1976.